# Strotmanns Magic Lounge

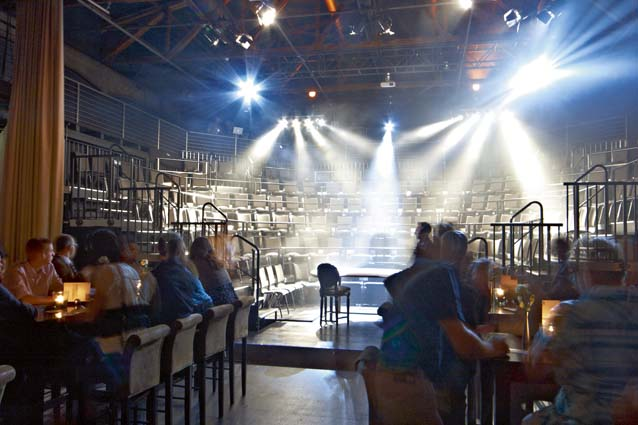
Strotmanns Magic Lounge, Foyer und Theatersaal

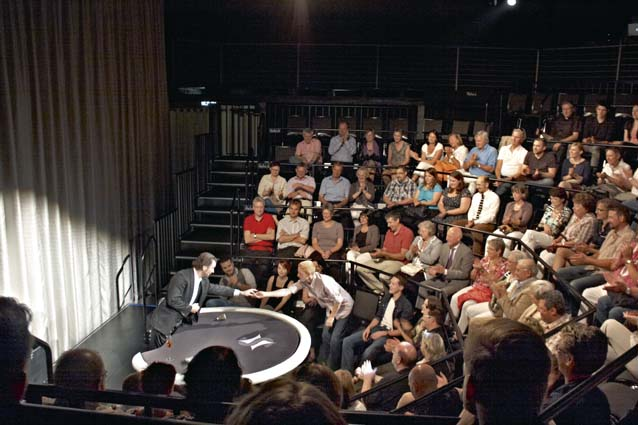
Thorsten Strotmann in der Magic Lounge

Strotmanns Magic Lounge ist ein Theater in Stuttgart, in dem ausschließlich Zaubershows vorgeführt werden. Der Saal bietet sieben aufsteigende Reihen, ähnlich einem Amphitheater, mit insgesamt 199 Plätzen. Seit Bestehen des Theaters bis 2020 haben über 250.000 Zuschauer die Vorstellungen besucht.

## Geschichte
Strotmanns Magic Lounge wurde 2009 von dem deutschen Zauberkünstler Thorsten Strotmann in einer neu errichteten Halle auf dem Gelände des Römerkastell in Stuttgart-Bad Cannstatt gegründet. Zunächst spielte Strotmann an zwei Tagen in der Woche und zusätzlich einmal im Monat an einem Montag und Mittwoch. Aber schon bald konnte er das Theater an fünf Tagen mit unterschiedlichen Zauberprogrammen öffnen. Alle Vorstellungen sind für den Close-up-Bereich konzipiert. Im Jahre 2017 waren es fünf unterschiedliche Vorstellungen: „Hautnah I“ bis „Hautnah IV“ und ein After-Work-Magic-Abend. Das Programm „Hautnah IV“ – Rätselhafte Spiele – hatte am 9. September 2017 Premiere.